# Giuseppe Bergmann
Giuseppe Bergmann (Giuseppe Bergman) ist eine Reihe von Graphic Novels des italienischen Comiczeichners Milo Manara.

## Inhalt
Der draufgängerische Giuseppe Bergmann hat das eintönige Leben satt und vertraut sich einem „Produzenten“ an. Dieser ermöglicht ihm, große Abenteuer in der ganzen Welt zu erleben. Bergmann reist daraufhin nach Südamerika, Afrika und Asien und wird dort mit Kriegern, Eingeborenen, Philosophen und oft auch schönen Frauen konfrontiert. Er versagt häufig bei seinen Unternehmungen und redet zuweilen direkt mit dem Leser. Die Geschichten sind durchtränkt von surrealen und zauberhaften Passagen. Bergmann zur Seite steht anfangs der Abenteuermeister HP, welcher an den Comiczeichner Hugo Pratt angelehnt ist.

## Veröffentlichung
Die ersten Seiten erschienen in Fortsetzungen erstmals im belgischen Comicmagazin (à suivre) ab 1978 und als Album ab 1980 bei Casterman.
In Deutschland erschienen die Geschichten in Alben bei Schreiber & Leser ab 1980 und innerhalb einer Manara-Werkausgabe bei Panini ab 2011.

## Ausgaben
Band 1 – Das große Abenteuer (H.P. e Giuseppe Bergman, 1978)
Band 2 – Ein Autor sucht sechs Personen (Un autore in cerca di sei personaggi, 1980)
Band 3 – Tag des Zornes (Dies Irae (Le avventure africane di Giuseppe Bergman), 1982)
Band 4 – Ein Traum ... vielleicht ... (Rêver, peut-être, 1988)
Band 5 – ... Zu schaun die Sterne (Revoir les étoiles, 1998)
Band 6 – Die Odyssee des Giuseppe Bergmann (L’Odyssée de Giuseppe Bergman, 2004)